# Hantes
Hantes är ett vattendrag i Belgien. Det ligger i den centrala delen av landet, 60 km söder om huvudstaden Bryssel.
Trakten runt Hantes består till största delen av jordbruksmark. Runt Hantes är det ganska tätbefolkat, med 72 invånare per kvadratkilometer.